# 자유론
자유론(自由論, On Liberty, 1859)은 존 스튜어트 밀의 자유에 관한 저서이다. 1851년에 결혼하여 이 저서가 출판되기 전년에 급사한 사랑했던 티라 부인과의 공저로서, 전체가 5장으로 되어 있다.
본서는 토머스 홉스, 존 로크, 제러미 벤담 이래의 자유에 대한 견해를 집대성하였고, 특히 권력에 따른 개인의 자유 침해를 억제하려고 하였다. 동시에 개인과 사회의 관련에 대하여 언급하고 19세기 중엽의 자유주의(개인주의)와 사회주의와의 관련에 대한 문제를 제기하고 있는 점에서 주목할 만하다.
"한 사람만을 제외한 모든 인류가 같은 의견인데 단 한 사람이 그것에 반대의 의견을 가지고 있다고 해서 인류가 그 한 사람을 침묵하게 하는 것이 부당하다. 이는 한 사람이 힘을 가지고 있어서 인류를 침묵하게 하는 것이 부당한 것과 똑같다."

## 구성
제1장 '서론'에서는 예로부터 있었던 자유와 권력의 대립 문제가 이제는 개인과 다수자의 투쟁이란 문제도 포함하게 되었음을 지적하고, 단순히 자기 자신에게만 관계있는 일에 대해서는 개인이 절대적으로 다수자의 전제(專制：단지 관헌에 의한 압제뿐만 아니라 사회에 있는 의견이나 감정의 전제도 포함된다)에 복종할 필요는 없다고 하였다. 이 자유의 영역이란 ① 의식내의 영역, 즉 양심의 자유와 사상과 감정의 자유, ② 기호 추구의 자유, 즉 우리 자신의 성격에 알맞게 각각의 생활 방식을 세우는 자유, ③ 여러 개인이 단결하는 자유를 의미한다.
제2장에서 '사상과 토론의 자유'는 진리의 발견을 위하여 절대적으로 필요하고 그것을 다수가 형벌이나 세론으로써 억압하는 것은 잘못이라 하였다.
제3장 '복지의 제 요소 중 하나인 개성에 대하여'는 행동의 자유와 생활의 자유를 논한다. 그것이 습관과 전통에 지배되면 개인과 사회의 진보는 정체한다고 기술하였다.
제4장 '개인에 대한 사회 권위의 한계에 관하여'에서는 인간생활에 있어서 개인 영역과 사회 영역과의 상호 관련을 논하여 개인이 사회생활을 하는 이상 서로의 이익을 침해하지 않을 것과 사회 또는 구성원의 침해 및 방해로부터 지키기 위해서는 각자에게 부과된 노동과 희생의 할당분을 부담하라고 말하였다.
제5장 '응용'에서는 이상의 여러 원리를 실제 문제에 대하여 응용한 것인데, 특히 인간 형성의 중요한 수단인 교육과 정부가 하는 간섭의 한계에 대하여 기술하였다.

## 같이 보기
- 존 스튜어트 밀
- 위해원칙
- 자유주의
- 신자유주의
- 아는 것으로부터의 자유

## 참고 문헌
- Brack, Duncan (2007). “Great Liberals”. Journal of Liberal History. 2012년 3월 6일에 원본 문서에서 보존된 문서. 2012년 7월 6일에 확인함.
- Brink, David (2007). “Mill's Moral and Political Philosophy”. 3.12 Liberalism and Utilitarianism: Stanford. 2012에 확인함.
- Clausen, Christopher (2009). “John Stuart Mill's "Very Simple Principle"”. Wilson Quarterly. 40–46쪽. 2016년 1월 8일에 원본 문서에서 보존된 문서. 2012에 확인함.
- Devlin, Patrick Baron (1965), 《The enforcement of morals》, London: Oxford University Press, vi쪽, ISBN 0-19-285018-0, OCLC 1934003, 0192850180
- Evans, Denise; Onorato, Mary L. (1997). 《Nineteenth-Century Literary Criticism》. Gale Cengage. ISBN 0-8103-7175-8.
- Mill, John Stuart (1859). 《On Liberty》. MobileReference.
- Mill, John Stuart (1873). 《Autobiography》.
- Menezes Oliveira, Jorge. “Harm and Offence in Mill's Conception of Liberty” (PDF). University of Oxford, Faculty of Law. 2012년 4월 24일에 원본 문서 (PDF)에서 보존된 문서. 2017년 1월 21일에 확인함.
- Plank, Barbara (1995–2012). “John Stuart Mill”. 2016년 3월 3일에 원본 문서에서 보존된 문서. 2012에 확인함.
- Scarre, Geoffrey (2007). 《Mill's 'On Liberty': A Reader's Guide》. ISBN 9780826486486.
- Warburton, Nigel. “Philosophy: The Classics”. John Stuart Mill on Liberty.
- Wilson, Fred (2007). “John Stuart Mill”. Life: Stanford. 2012에 확인함.

1. ↑  Mill, John Stuart (2015년 5월 20일). 《자유론》. 산수야.